# 布勒孔绍
布勒孔绍（法語：Breconchaux，法語發音：[bʁəkɔ̃ʃo]）是法国杜省的一个市镇，属于贝桑松区。

## 地理
布勒孔绍（47°20'25"N, 6°16'0"E）面积3.26 平方千米，位于法国勃艮第-弗朗什-孔泰大區杜省，该省份为法国东部内陆省份，北起上索恩省，西接汝拉省，东部及东南部与瑞士接壤，东北部与贝尔福地区省接壤。
与布勒孔绍接壤的市镇（或旧市镇、城区）包括：瓦勒德鲁朗、乌涅-杜沃、鲁朗、圣伊莱尔、塞尚、莱库沃特、博姆莱达姆。

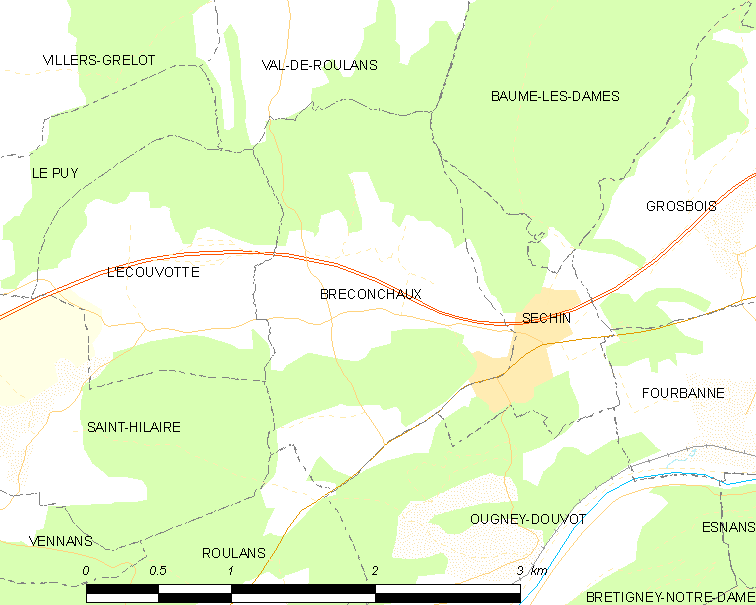
布勒孔绍的OSM定位图

布勒孔绍的时区为UTC+01:00、UTC+02:00（夏令时）。

## 行政
布勒孔绍的邮政编码为25640，INSEE市镇编码为25088。

## 政治
布勒孔绍所属的省级选区为博姆莱达姆县。

## 人口

1962-2008年间布勒孔绍人口变化图示

布勒孔绍于2022年1月1日时的人口数量为87人。